# FusionFall
Cartoon Network Universe: FusionFall fue un videojuego multijugador masivo en línea desarrollado por Cartoon Network y el estudio surcoreano Grigon Entertainment. Fue lanzado el 13 de enero de 2009. El juego tenían lugar en un mundo que mezclaba diferentes entornos de Cartoon Network, incluyendo personajes y ubicaciones de escenas existentes, al igual que algunas incorporaciones únicas, dentro del género de ciencia ficción. FusionFall utilizaba el motor Unity.
Durante su primer año, el juego requería de una suscripción; las cuentas gratuitas solo daban acceso a una parte del contenido. El 29 de agosto de 2013 se cerraron los servidores del juego que, en 2017 se recuperó de manera no oficial por los seguidores como dos juegos diferentes. El primero fue FusionFall: Retro (una resurrección del juego original) y el segundo fue un juego que nunca se había lanzado llamado FusionFall: Legacy (el juego original con contenido adicional). El 16 de abril de 2020, Cartoon Network denunció a los desarrolladores del juego por derechos de autor, haciendo que Retro fuera eliminado enteramente y que Legacy se cancelara.

## Trama
Bajo el control de Lord Fuse, el «planeta Fusión» viaja por el universo devorando a otros planetas, y la Tierra pasa a ser su siguiente objetivo. Se deja caer una «materia Fusión» en la Tierra que toma una forma corrompida de los objetos en el entorno creando monstruos. El jugador es alistado en una fuerza dedicada a frustrar los planes del enemigo para derrotarlo.

## Jugabilidad
En FusionFall, el jugador toma control de un avatar humano personalizado. El mundo del juego dispone de más de 50 personajes y varias áreas inspiradas en escenarios actuales y pasados de Cartoon Network. Algunos de estos personajes ayudarán al jugador durante su aventura. Algo poco común en los MMORPG de su época era la jugabilidad de plataformas presente en FusionFall, donde el director de la comunidad, Rich Weil, enfatizó la intención de los desarrolladores de hacer que el juego fuese «lo más tridimensional posible».
El personaje del jugador es visto desde el punto de vista en tercera persona con un HUD superpuesto. Al derrotar enemigos, los jugadores podían subir de nivel y ganar dinero llamado «taros», el cual se gastaba para comprar ropa y mejoras de armas. Existían dos tipos de estilo de combate, rango y cuerpo a cuerpo, y el jugador podía adquirir armas para ambos y alternarlas pulsando un botón. Una función especial presente en FusionFall es el uso de «nanos», que consistían en versiones pequeñas de personajes de Cartoon Network que eran obtenidas por derrotar a un doppelgänger malvado del respectivo personaje. La misión para derrotar al doppelgänger se desbloqueaba después de que el jugador obtuviera suficiente «materia fusión», la cual equivalía a los puntos de experiencia del juego, y el nivel del jugador dependía de cuántos «nanos» había recolectado. Poseer «nanos» y asignarlos como activos le otorgaba al jugador una de tres posibles habilidades especiales.
Como guía se disponía de cuatro personajes: Ben Tennyson (Ben 10), Dexter (El laboratorio de Dexter), Edd (Ed, Edd y Eddy), y Mojo Jojo (Las chicas superpoderosas). Ellos le daban al jugador recompensas tales como equipamiento e ítems por completar ciertas misiones.
Originalmente, superar el nivel 5 requería una suscripción efectiva con el pago de cartas redimibles que podían comprarse en las tiendas participantes. Las cartas quedaron obsoletas después del 16 de abril de 2010, cuando el juego se volvió enteramente gratuito. Entonces, se le ofreció un reembolso a los jugadores poseedores de cartas no redimidas. Debido a que el juego fue diseñado principalmente para niños, contaba con opciones de control paternal que le daban a los padres la capacidad de supervisar lo que hacían sus hijos y restringir cuánto podían chatear con otros usuarios.
Periódicamente se iban añadiendo misiones nuevas misiones, «NPCs», áreas y elementos de los escenarios más recientes. También se agregó un área llamada la Academia, donde los jugadores creaban a sus personajes y comenzaban a jugar. Sin embargo, el desarrollo de FusionFall se detuvo cuando Cartoon Network se empezó a enfocar en otros juegos como «Project Exonaut», «Fórmula Cartoon» y «FusionFall Heroes».[cita requerida]

### Celebraciones dentro del juego
En ciertos días festivos como el Día de Acción de Gracias o Navidad, FusionFall generó pequeñas celebraciones dentro del juego que normalmente involucraban un código especial para conseguir ítems, escenarios y misiones con apariciones especiales de personajes futuros. Los acontecimientos de días festivos podían durar entre dos semanas y varios meses; algunos pasarían directamente de uno a otro. El «holotraje», un traje dentro del juego, cambiaba de apariencia reflejando las celebraciones festivas del momento.[cita requerida]

## Desarrollo
Tras intentar obtener aprobación del proyecto por cuatro años, el desarrollo de FusionFall comenzó en abril de 2006. Turner Entertainment quiso tomarse su tiempo para planear cuidadosamente el modelo de negocio mientras buscaba un desarrollador al mismo tiempo. Decidieron trabajar con el estudio coreano Grigon Entertainment debido a su estilo de arte y sentido del humor. Algunos personajes fueron envejecidos para poder agradarle a un público más amplio. Se decidió el motor Unity para el juego, ya que el equipo quiso que la gente pudiera jugar en computadoras de gama baja. Para que fuese más accesible para los jugadores más jóvenes, fue hecho como un juego de navegador.
Matthew Schwartz y el cocreador de Megas XLR George Krstic coescribieron el cómic precuela FusionFall Worlds Collide!!,  distribuido durante la Comic Con '07. El cómic estuvo disponible en el sitio web oficial para su lectura y descarga en formato PDF. Este cómic cubre los sucesos que llevan al comienzo del juego.
Hubo cuatro periodos beta entre el 14 de noviembre de 2008 y el 11 de enero de 2009, disponibles para cualquiera que tuviera una cuenta en el sitio web de Cartoon Network. Ninguno de los personajes creados después del 27 de diciembre de 2008 fue borrado y, en su lugar, fue trasladado al lanzamiento oficial.[cita requerida]

## Lanzamiento
Cuando fue lanzado por primera vez, FusionFall requería de una suscripción de pago para acceder al juego completo, con una porción limitada de contenido disponible de forma gratuita. Las cuentas gratuitas solo permitían jugar en la porción «futura» del juego, la cual solo posibilitaba recolectar cuatro nanos y crear dos personajes. El juego completo tuvo un total de 56 nanos, 36 antes de las actualizaciones. Para crear hasta cuatro personajes, los jugadores debían obtener todos los 36 nanos durante el periodo beta. Los jugadores con personajes que hubieran progresado en el pasado durante una prueba o una suscripción previa verían a sus personajes bloqueados hasta que compraran una suscripción nueva.
Los planes de suscripción podían ser de un mes, tres meses o un año. También se contaba con planes familiares. El FusionFall Victory Pack Exclusive estuvo disponible cuando el juego fue lanzado. Contenía una suscripción de cuatro meses al igual que una guía del juego, una remera (si se compraba en GameStop) y trajes y armas exclusivos para el personaje del jugador por medio de códigos que se debían introducir en el sitio web del juego. Estos paquetes serían descontinuados y reemplazados por tarjetas con suscripciones de uno y tres meses disponibles en sucursales de Target.
El juego se volvió completamente gratuito el 19 de abril de 2010, haciendo que todo lo que pudiera obtener un miembro fuera gratuito.

## Recepción
| Año  | Organización | Premio | Resultado | Ref.   |
| ---- | ------------ | ------ | --------- | ------ |
| 2009 | Webby Awards | Juegos | Nominado  | [ 32 ] |

En el año de su lanzamiento, FusionFall recibió cobertura de medios de tecnología y juegos tales como Ars Technica, IGN, Wired, Engadget y el blog del motor de Unity, entre otros.

## FusionFall Heroes
El 25 de marzo de 2013, alrededor de cinco meses antes del cierre del juego original, Cartoon Network lanzó un juego nuevo llamado FusionFall Heroes. En este juego, en lugar de jugar con un avatar personalizado, los jugadores podían jugar con diferentes variantes de personajes existentes de Cartoon Network. El juego se desarrolla en el mismo periodo que el ataque de «Fuse» en el universo de Cartoon Network en el juego original. Los personajes incluyen a Finn el humano, Fionna la humana y Marceline de Hora de Aventura, Dexter de El laboratorio de Dexter, Mordecai y Rigby de Un show más, Cuatro brazos y Feedback de Ben 10, Gumball Watterson de El increíble mundo de Gumball, Mojo Jojo de Las chicas superpoderosas, y Johnny Bravo de su serie homónima. En el juego, existen diferentes trajes para los personajes, al igual que «huevos» que pueden desbloquear trajes nuevos para los héroes.